# Roy MacLaren
Roy MacLaren (Auchterarder, 12 febbraio 1930 – 25 settembre 2022) è stato un calciatore scozzese, di ruolo portiere.

## Biografia
Suo fratello maggiore Jimmy e suo fratello minore Dave sono stati a loro volta dei calciatori professionisti (peraltro entrambi portieri, proprio come Roy).

## Carriera

### Giocatore
Dopo aver giocato nelle giovanili del St. Johnstone esordisce in prima squadra nel 1949, all'età di 19 anni. Tra il 1949 ed il 1955 gioca in totale 88 partite con il club, per poi trasferirsi in Inghilterra al Bury, con cui tra il 1955 ed il 1957 gioca in seconda divisione e tra il 1957 ed il 1959 in terza divisione, per complessive 86 partite di campionato disputate con il club. Nel 1959 si trasferisce poi allo Sheffield Weds, club di prima divisione, con cui rimane in squadra per sei stagioni e mezzo senza di fatto essere mail il portiere titolare degli Owls ma giocando comunque in totale 31 partite di campionato, 23 delle quali in prima divisione, le ultime delle quali nella stagione 1963-1964.
In carriera ha giocato complessivamente 117 partite nei campionati della Football League.

### Allenatore
Nella stagione 1968-1969 è stato vice allenatore dell'Aston Villa, club della prima divisione inglese.

## Palmarès

### Club

#### Competizioni nazionali
- Campionato inglese di seconda divisione: 1

Sheffield Wednesday: 1958-1959